# كيفن سيسيل
كيفن سيسيل (بالإنجليزية: Kevin Cecil)‏ هو كاتب سيناريو بريطاني، ولد في 11 ديسمبر 1969 في لندن في المملكة المتحدة.

## وصلات خارجية
- كيفن سيسيل على موقع IMDb (الإنجليزية)
- كيفن سيسيل على موقع ألو سيني (الفرنسية)
- كيفن سيسيل على موقع أول موفي (الإنجليزية)
- كيفن سيسيل على موقع قاعدة بيانات الأفلام السويدية (السويدية)
- كيفن سيسيل على موقع قاعدة بيانات الفيلم (الإنجليزية)
- كيفن سيسيل على موقع كينوبويسك (الروسية)